# Pieter Hasselaer
Pieter Pietersz Hasselaer (* 1. Dezember 1583 in Amsterdam; † 1651 ebenda) war ein Bürgermeister Amsterdams.

## Biografie
Siehe auch: Regent von Amsterdam

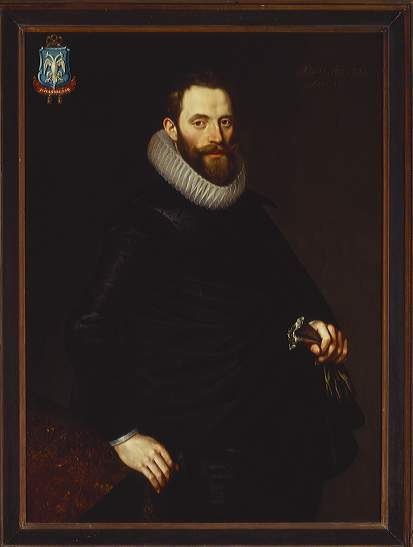
Pieter Pietersz Hasselaer

Sein Vater war Pieter Dircksz Hasselaer (1554–1616), Kaufmann, Bierbrauer, Schepen (1595–1615) und Mitglied der Amsterdamer Vroedschap, und seine Mutter war Aecht Pietersdr Persijn van Beverwaarde. Er übersiedelte nach der Alteratie (1578) von Haarlem nach Amsterdam. Im selben Jahr arbeitete Hasselaer in der Brauerei von Andries Albertsz Boelens. Als Kaufmann handelte er in Portugal und Spanien. Im Jahre 1594 wurde Pieter Dircksz Hasselaer Mitglied in der Amsterdamer Stadtregierung und Bewindhebber der Compagnie van Verre. Hasselaer war auch ab dem Jahr 1602 in der Niederländischen Ostindien-Kompanie aktiv tätig.
Pieter Pietersz Hasselaer war mit Agatha Cornelisdr Hooft, einer Tochter des Cornelis Hooft, verheiratet. Deren Schwester Johanna Hooft (1595–1639) ehelichte Rembrandt Amsterdamer Advokaten Pieter Cloeck. Pieter Corneliszoon Hooft war sein Schwager. Im Jahre 1626 kam er als Schepen in die Stadtregierung, welcher er zwischen den Jahren 1635 und 1649 achtmal als Bürgermeister vorsaß. Im Jahre 1638 organisierten die Regenten um Hasselaer, Andries Bicker, Albert Burgh, Antonie Oetgens van Waveren sowie Abraham Boom, den prächtigen Einzug der vormaligen französischen Königin Maria de’ Medici in Amsterdam. Zwischen den Jahren 1646 und 1649 bekleidete Hasselaer das Schoutsamt der Stadt. Im Jahre 1650, im Konflikt zwischen den Regenten Amsterdams und Wilhelm II. von Oranien, wurde Hasselaer nebst seinem Amtsgenossen Oetgens van Waveren durch die Gebrüder Andries und Cornelis Bicker entsandt, um Wilhelm von Oranien den Zutritt zur Stadt zu untersagen.